# Sour John
Sour John – jednostka osadnicza w Stanach Zjednoczonych, w stanie Oklahoma, w hrabstwie Muskogee.